# John Kennard
 John Kennard (né le 11 février 1959) est un copilote de rallye né à Christchurch, en Nouvelle-Zélande.

## Vie personnelle
En 2024, John vit entre ses domiciles de Marlborough, en Nouvelle-Zélande, et de Finlande avec sa femme Satu Lappalainen. Ils possèdent et exploitent le vignoble néo-zélandais Vicarage Lane produisant des vins de Sauvignon Blanc, Riesling, Sauvignon et Pinot Noir.

## Carrière de rallye

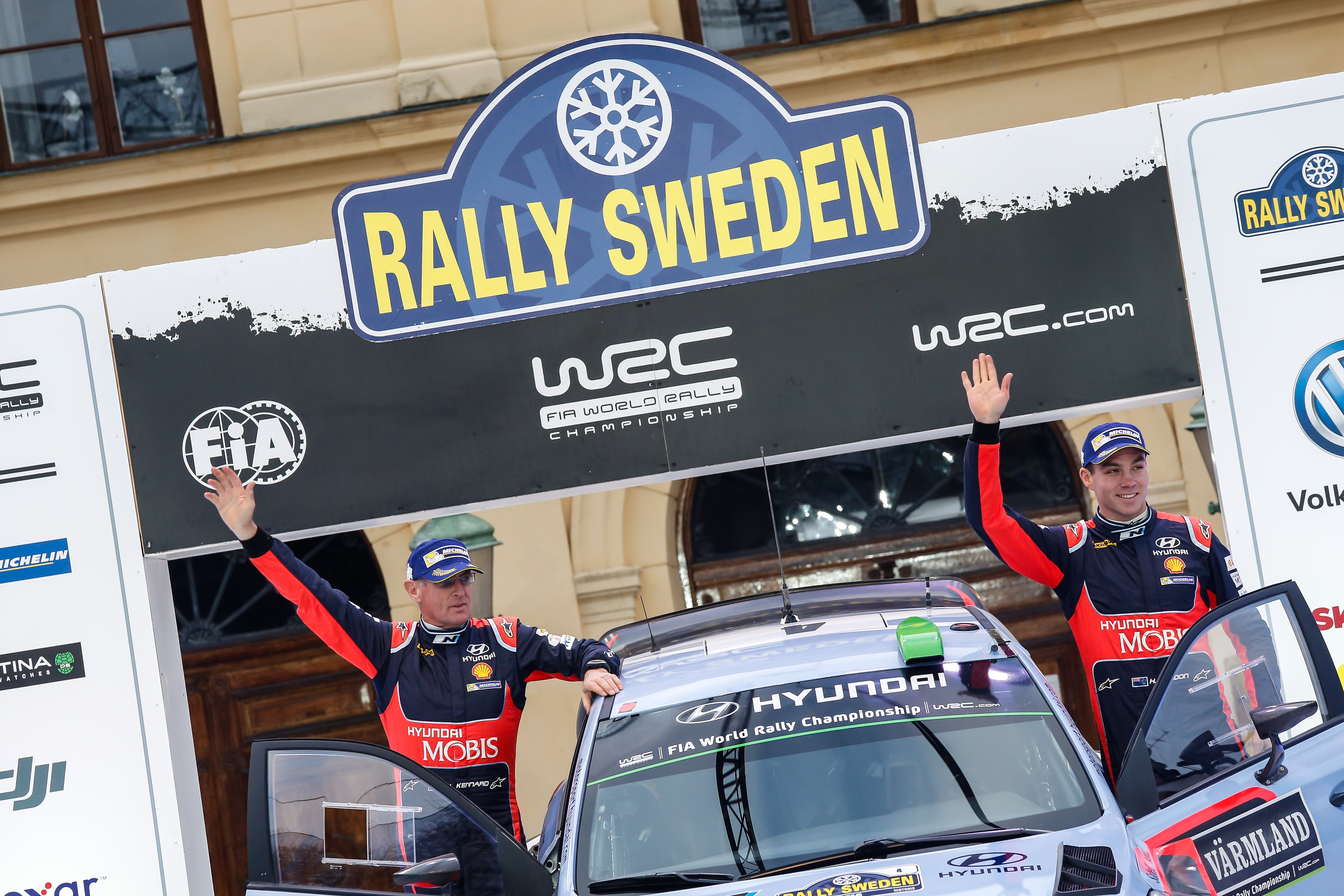
John Kennard (à gauche) et Hayden Paddon (à droite) au Rallye de Suède 2016.

Kennard a fait ses débuts en WRC au Rallye des Mille Lacs de 1985, où il copilotait Brent Rawstron sur une Toyota Starlet. Son premier résultat notable fut une troisième place lors de la manche 1988 du Championnat du monde des rallyes de Nouvelle-Zélande, avec Malcolm Stewart au volant. 
Kennard est un copilote reconnu de nombreux pilotes, dont le plus connu est Hayden Paddon chez Hyundai Motorsport. Ils connurent le succès en remportant le titre de Champion du monde des rallyes de production en 2011. Depuis 2014, le duo court pour l' écurie d'usine Hyundai avec l'i20 WRC. Paddon et Kennard ont remporté leur première victoire WRC au Rallye d'Argentine en 2016, propulsant la Nouvelle-Zélande sur la plus haute marche du podium WRC. À 57 ans, Kennard est également devenu le plus vieux vainqueur d'une manche du Championnat du monde des rallyes.
En mars 2017, il a été annoncé que Kennard quitterait son poste de copilote de Paddon après le Rallye de Finlande et qu'un remplaçant serait bientôt annoncé. Le remplacement a été confirmé le lendemain : il s'agissait du copilote de Kevin Abbring, Sebastian Marshall. 
Sa dernière apparition aura lieu en Finlande, où il avait fait sa première apparition en Championnat du monde trente-deux ans plus tôt. Kennard a subi une blessure à la hanche avant le Rallye du Portugal 2017, ce qui a obligé Marshall à le remplacer pour le rallye. Le 30 mai, Kennard a pris sa retraite de copilote plus tôt que prévu, en raison de cette blessure. Il restera toutefois impliqué au sein de l'équipe Hyundai. Il aura participé à 77 épreuves du Championnat du monde des rallyes, du Grand Prix de Jyväskylä 1985 au Rallye de Nouvelle-Zélande 2022.
Kennard a été élu sportif de l'année de Marlborough en 2016, succédant à Sophie MacKenzie.
Kennard et Paddon ont remporté le Championnat des rallyes d'Asie-Pacifique 2022.
Pour 2023, John a fait de nouveau équipe avec Hayden Paddon au Championnat d'Europe des Rallyes. Le duo a remporté son premier titre de Champion d'Europe des Rallyes et est devenu la première équipe non européenne à remporter le championnat. John et Hayden ont également affronté la concurrence locale pour remporter son sixième titre de copilote au Championnat de Nouvelle-Zélande des Rallyes.
En 2024, John a quitté ses fonctions de copilote au NZRC, permettant au copilote prometteur Jared Hudson de s'asseoir avec le pilote Hayden Paddon en Nouvelle-Zélande. John assis avec Hayden, remportent un titre consécutif de champion d'Europe des rallyes.

## Victoires en rallye

### Victoires en WRC
| # | Événement              | Saison | Conducteur    | Voiture         |
| - | ---------------------- | ------ | ------------- | --------------- |
| 1 | 36° Rallye d'Argentine | 2016   | Hayden Paddon | Hyundai i20 WRC |

### Victoires en ERC
| # | Événement                           | Saison | Conducteur    | Voiture            |
| - | ----------------------------------- | ------ | ------------- | ------------------ |
| 1 | Rallye Serras de Fafe et Felgueiras | 2023   | Hayden Paddon | Hyundai i20 Rally2 |
| 2 | Rali Ceredigion                     | 2024   | Hayden Paddon | Hyundai i20 Rally2 |

### Victoires du NZRC
| #  | Event                                          | Season | Driver        | Car                        |
| -- | ---------------------------------------------- | ------ | ------------- | -------------------------- |
| 1  | Hella International Rally of Whangarei         | 2007   | Hayden Paddon | Mitsubishi Lancer Evo VIII |
| 2  | Rally Nelson                                   | 2007   | Hayden Paddon | Mitsubishi Lancer Evo VIII |
| 3  | Rally Hawkes Bay                               | 2008   | Hayden Paddon | Mitsubishi Lancer Evo IX   |
| 4  | South Canterbury Spring Rally                  | 2008   | Hayden Paddon | Mitsubishi Lancer Evo IX   |
| 5  | International Rally of Otago                   | 2009   | Hayden Paddon | Mitsubishi Lancer Evo IX   |
| 6  | NAC Insurance International Rally of Whangarei | 2009   | Hayden Paddon | Mitsubishi Lancer Evo IX   |
| 7  | Trust House/Racetech Rally Wairarapa           | 2009   | Hayden Paddon | Mitsubishi Lancer Evo IX   |
| 8  | Rally Nelson                                   | 2009   | Hayden Paddon | Mitsubishi Lancer Evo VIII |
| 9  | International Rally of Whangarei               | 2010   | Hayden Paddon | Mitsubishi Lancer Evo IX   |
| 10 | DriveSouth International Rally of Otago        | 2011   | Hayden Paddon | Subaru Impreza STi N14     |
| 11 | Rally New Zealand                              | 2011   | Hayden Paddon | Subaru Impreza STi N14     |
| 12 | International Rally of Otago                   | 2013   | Hayden Paddon | Mitsubishi Lancer Evo IX   |
| 13 | International Rally of Whangarei               | 2013   | Hayden Paddon | Mitsubishi Lancer Evo IX   |
| 14 | Trust House/Racetech Rally Wairarapa           | 2013   | Hayden Paddon | Mitsubishi Lancer Evo IX   |
| 15 | International Rally of Otago                   | 2015   | Hayden Paddon | Ford Escort RS 1800 MKII   |
| 16 | DriveSouth International Rally of Otago        | 2016   | Hayden Paddon | Hyundai i20 AP4            |
| 17 | Rally New Zealand                              | 2017   | Hayden Paddon | Hyundai i20 AP4            |
| 18 | International Rally of Otago                   | 2018   | Hayden Paddon | Hyundai i20 AP4            |
| 19 | Rally of South Canterbury                      | 2018   | Hayden Paddon | Hyundai i20 AP4            |
| 20 | International Rally of Otago                   | 2019   | Hayden Paddon | Hyundai i20 AP4            |
| 21 | City of Auckland Rally                         | 2020   | Hayden Paddon | Hyundai i20 AP4            |
| 22 | International Rally of Otago                   | 2021   | Hayden Paddon | Hyundai i20 AP4            |
| 23 | International Rally of Whangarei               | 2021   | Hayden Paddon | Hyundai i20 AP4            |
| 24 | Rally of South Canterbury                      | 2021   | Hayden Paddon | Hyundai i20 AP4            |
| 25 | Rally Hawkes Bay                               | 2021   | Hayden Paddon | Hyundai i20 AP4            |
| 26 | International Rally of Otago                   | 2022   | Hayden Paddon | Hyundai i20 AP4            |
| 27 | International Rally of Whangarei               | 2022   | Hayden Paddon | Hyundai i20 AP4            |
| 28 | Repco Rally New Zealand                        | 2022   | Hayden Paddon | Hyundai i20 N Rally2       |
| 29 | International Rally of Otago                   | 2023   | Hayden Paddon | Hyundai i20 N Rally2       |
| 30 | International Rally of Whangarei               | 2023   | Hayden Paddon | Hyundai i20 N Rally2       |
| 31 | Daybreaker Rally Manawatu                      | 2023   | Hayden Paddon | Hyundai i20 N Rally2       |
| 32 | Rally Bay of Plenty                            | 2023   | Hayden Paddon | Hyundai i20 AP4            |

## Résultats du rallye

### Résultats du WRC
| Year | Entrant                        | Car                              | 1      | 2      | 3      | 4      | 5       | 6       | 7       | 8       | 9       | 10     | 11      | 12      | 13     | 14    | 15  | 16      | WDC  | Points |
| ---- | ------------------------------ | -------------------------------- | ------ | ------ | ------ | ------ | ------- | ------- | ------- | ------- | ------- | ------ | ------- | ------- | ------ | ----- | --- | ------- | ---- | ------ |
| 1985 | Brent Rawstron                 | Toyota Starlet                   | MON    | SWE    | POR    | KEN    | FRA     | GRC     | NZL     | ARG     | FIN 44  | ITA    | CIV     | GBR Ret |        |       |     |         | NC   | 0      |
| 1987 | Stuart Weeber                  | Toyota Starlet                   | MON    | SWE    | POR    | KEN    | FRA     | GRE     | USA     | NZL 7   | ARG     | FIN    | CIV     | ITA     | GBR    |       |     |         | 46th | 4      |
| 1988 | Malcolm Stewart                | Audi Coupé Quattro               | MON    | SWE    | POR    | KEN    | FRA     | GRE     | USA     | NZL 3   | ARG     | FIN    | CIV     | ITA     | GBR    |       |     |         | 20th | 12     |
| 1989 | Simon Davies                   | Subaru Leone                     | SWE    | MON    | POR    | KEN    | FRA     | GRE     | NZL Ret | ARG     |         |        |         |         |        |       |     |         | NC   | 0      |
| 1989 | Chris Birkbeck                 | Peugeot 205 GTI                  |        |        |        |        |         |         |         |         | FIN Ret | AUS    | ITA     | CIV     | GBR    |       |     |         | NC   | 0      |
| 1991 | Greg Taylor                    | Mazda 323                        | MON    | SWE    | POR    | KEN    | FRA     | GRE     | NZL Ret | ARG     | FIN     | AUS    | ITA     | CIV     | ESP    | GBR   |     |         | NC   | 0      |
| 1998 | Juha Kangas                    | Subaru Impreza WRX               | MON    | SWE    | KEN    | POR    | ESP     | FRA     | ARG     | GRE     | NZL     | FIN    | ITA     | AUS     | GBR 24 |       |     |         | NC   | 0      |
| 2007 | Paddon Direct Green Team       | Mitsubishi Lancer Evolution VIII | MON    | SWE    | NOR    | MEX    | POR     | ARG     | ITA     | GRE     | FIN     | GER    | NZL 49  |         |        |       |     |         | NC   | 0      |
| 2007 | Team Jordan                    | Mitsubishi Lancer Evolution IX   |        |        |        |        |         |         |         |         |         |        |         | ESP     | FRA    | JPN   | IRE | GBR Ret | NC   | 0      |
| 2008 | Paddon Direct Green Team       | Mitsubishi Lancer Evolution IX   | MON    | SWE    | MEX    | ARG    | JOR     | ITA     | GRE     | TUR     | FIN     | GER    | NZL 12  | ESP     | FRA    | JPN   | GBR |         | NC   | 0      |
| 2009 | Hayden Paddon                  | Mitsubishi Lancer Evolution IX   | IRE    | NOR    | CYP    | POR    | ARG     | ITA     | GRE     | POL     | FIN     | AUS 9  | ESP     | GBR     |        |       |     |         | NC   | 0      |
| 2010 | Pirelli Star Driver            | Mitsubishi Lancer Evolution X    | SWE    | MEX    | JOR    | TUR 26 |         | POR 20  | BUL     | FIN 21  | GER 19  |        | FRA 35  | ESP     | GBR 19 |       |     |         | NC   | 0      |
| 2010 | Hayden Paddon                  | Mitsubishi Lancer Evolution IX   |        |        |        |        | NZL 14  |         |         |         |         | JPN 12 |         |         |        |       |     |         | NC   | 0      |
| 2011 | New Zealand World Rally Team   | Subaru Impreza WRX STi           | SWE    | MEX    | POR 11 | JOR    | ITA     | ARG 9   | GRE     | FIN 19  | GER     | AUS 6  | FRA     | ESP 34  |        |       |     |         | 18th | 10     |
| 2011 | Hayden Paddon                  | Subaru Impreza STi R4            |        |        |        |        |         |         |         |         |         |        |         |         | GBR 13 |       |     |         | 18th | 10     |
| 2012 | Hayden Paddon                  | Škoda Fabia S2000                | MON    | SWE 23 | MEX    | POR 16 | ARG     | GRE     | NZL 12  | FIN Ret | GER     | GBR 26 | FRA Ret | ITA     | ESP 20 |       |     |         | NC   | 0      |
| 2013 | Hayden Paddon                  | Škoda Fabia S2000                | MON    | SWE    | MEX    | POR    | ARG     | GRE     | ITA     | FIN 11  | GER 8   | AUS 17 | FRA     |         | GBR    |       |     |         | 18th | 8      |
| 2013 | Qatar M-Sport World Rally Team | Ford Fiesta RS WRC               |        |        |        |        |         |         |         |         |         |        |         | ESP 8   |        |       |     |         | 18th | 8      |
| 2014 | Hyundai Motorsport N           | Hyundai i20 WRC                  | MON    | SWE    | MEX    | POR    | ARG     | ITA 12  | POL 8   | FIN 8   | GER     | AUS 6  | FRA     | ESP 9   | GBR 10 |       |     |         | 15th | 19     |
| 2015 | Hyundai Motorsport             | Hyundai i20 WRC                  | MON    | SWE 5  |        |        |         |         |         |         |         | AUS 5  |         |         | GBR 5  |       |     |         | 9th  | 84     |
| 2015 | Hyundai Motorsport N           | Hyundai i20 WRC                  |        |        | MEX 17 | ARG 16 | POR 8   | ITA 2   | POL 4   | FIN Ret | GER 9   |        | FRA 5   | ESP 6   |        |       |     |         | 9th  | 84     |
| 2016 | Hyundai Motorsport N           | Hyundai i20 WRC                  | MON 25 |        | MEX 5  | ARG 1  |         |         |         |         | GER 5   | CHN C  | FRA 6   | ESP 4   | GBR 4  |       |     |         | 4th  | 138    |
| 2016 | Hyundai Motorsport             | Hyundai i20 WRC                  |        | SWE 2  |        |        | POR Ret | ITA Ret | POL 3   | FIN 5   |         |        |         |         |        | AUS 4 |     |         | 4th  | 138    |
| 2017 | Hyundai Motorsport             | Hyundai i20 Coupe WRC            | MON WD | SWE 7  | MEX 5  | FRA 6  | ARG 6   | POR     | ITA     | POL     | FIN     | GER    | ESP     | GBR     | AUS    |       |     |         | 13th | 33     |
| 2019 | M-Sport Ford WRT               | Ford Fiesta WRC                  | MON    | SWE    | MEX    | FRA    | ARG     | CHL     | POR     | ITA     | FIN WD  | GER    | TUR     |         | ESP    | AUS C |     |         | NC   | 0      |
| 2019 | M-Sport Ford WRT               | Ford Fiesta R5 Mk. II            |        |        |        |        |         |         |         |         |         |        |         | GBR 38  |        |       |     |         | NC   | 0      |
| 2022 | Hayden Paddon                  | Hyundai i20 N Rally2             | MON    | SWE    | CRO    | POR    | ITA     | KEN     | EST Ret | FIN 11  | BEL     | GRE    | NZL 6   | ESP     | JPN    |       |     |         | 21st | 8      |

### Résultats de l'ERC
| Année | Participant          | Voiture              | 1     | 2        | 3       | 4     | 5       | 6                     | 7                           | 8     | 9   | 10  | 11  | 12  |     | Points |
| ----- | -------------------- | -------------------- | ----- | -------- | ------- | ----- | ------- | --------------------- | --------------------------- | ----- | --- | --- | --- | --- | --- | ------ |
| 2013  | Symtech Racing       | Ford Fiesta S2000    | JAN   | MENSONGE | PEUT    | AZO   | COR     | YPR Retraité          | ROM                         | ZLÍ   | POL | CRO | SAN | VAL | 62e | 5      |
| 2022  | Paddon Rallysport    | Hyundai i20 N Rally2 | AZO1  | AZO2     | PEUT    | POL   | LAT 6   | ITA                   | République tchèque          | ESP   |     |     |     |     | 29e | 15     |
| 2023  | Équipe de course BRC | Hyundai i20 N Rally2 | PRT 1 | PEUT 2   | POL 2   | LAT 2 | SUÈDE 2 | ITA 3                 | République tchèque Retraité | HUN   |     |     |     |     | 1er | 163    |
| 2024  | Équipe de course BRC | Hyundai i20 N Rally2 | HUN 4 | PEUT 6   | SUÈDE 3 | HNE 5 | ITA 6   | République tchèque 12 | GBR 1                       | POL 3 |     |     |     |     | 1er | 145    |

## Galerie

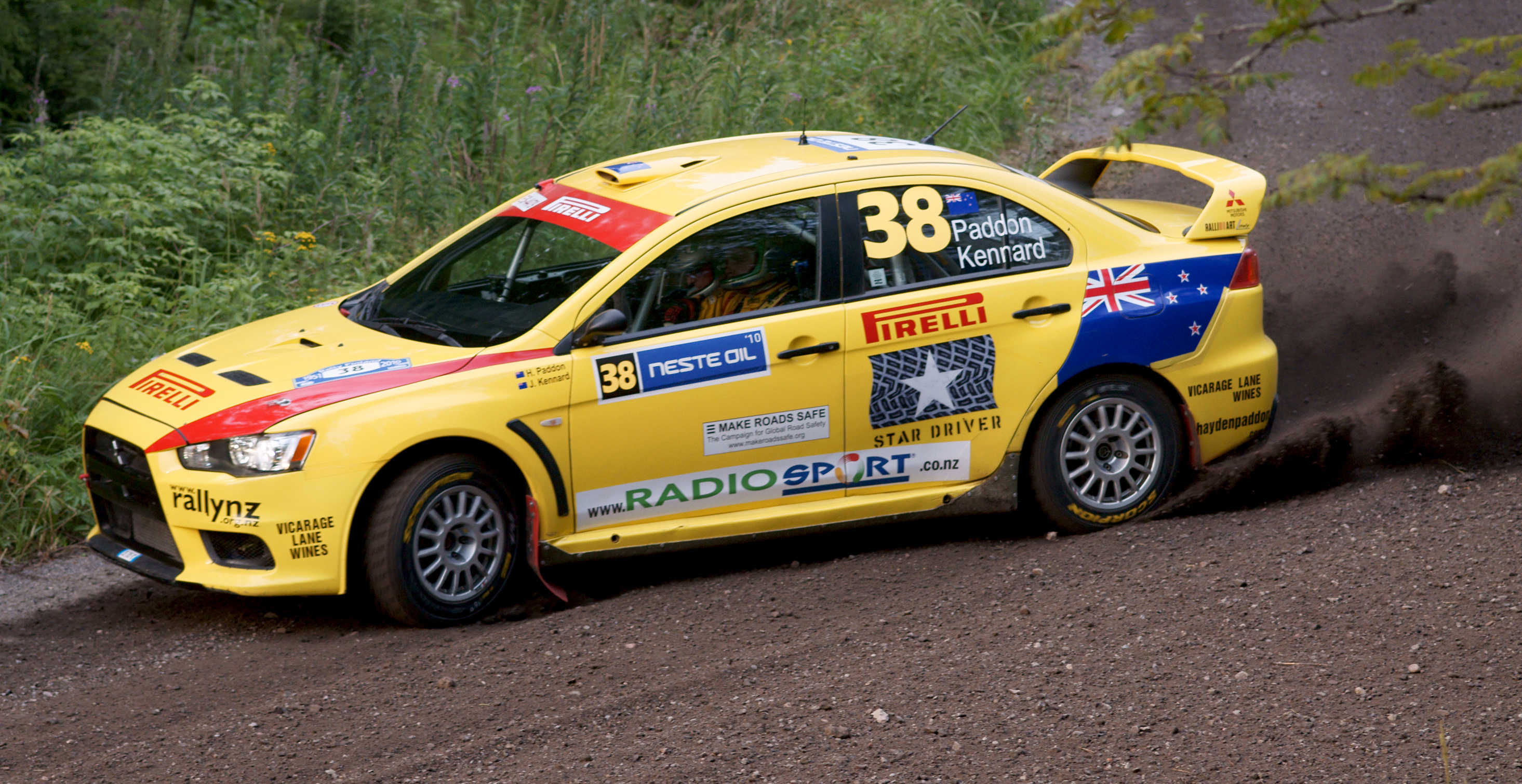
Rallye de Finlande 2010
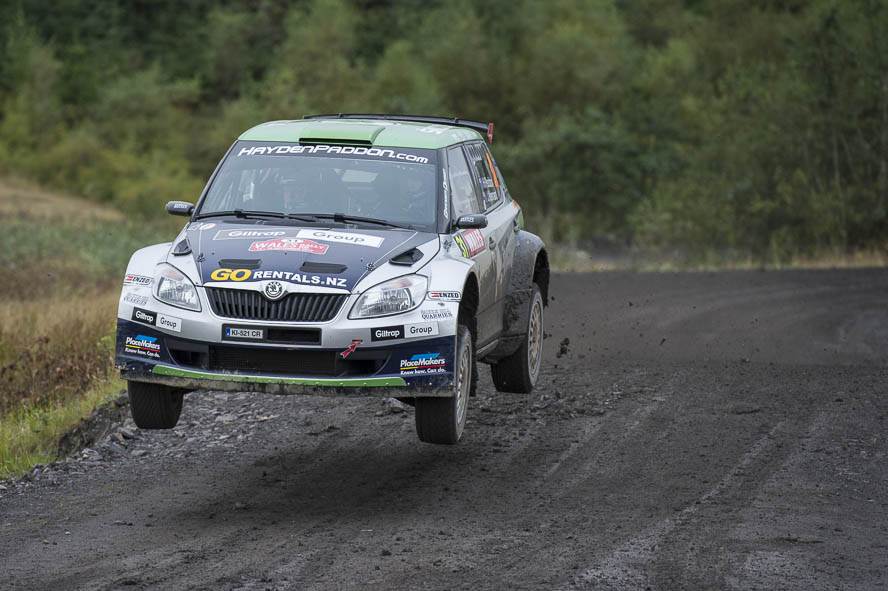
Rallye de Grande Bretagne 2012
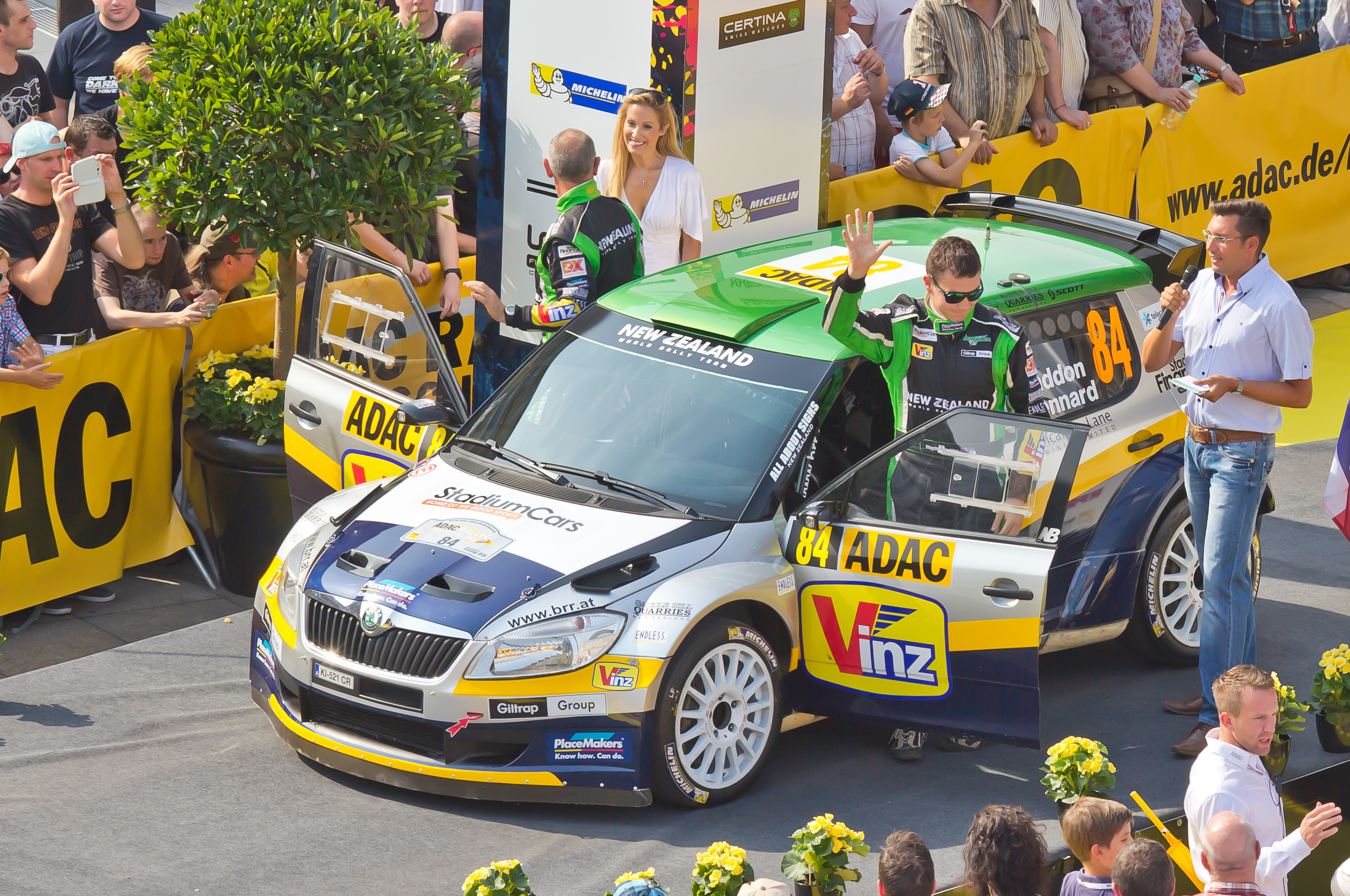
Rallye d'Allemagne 2013
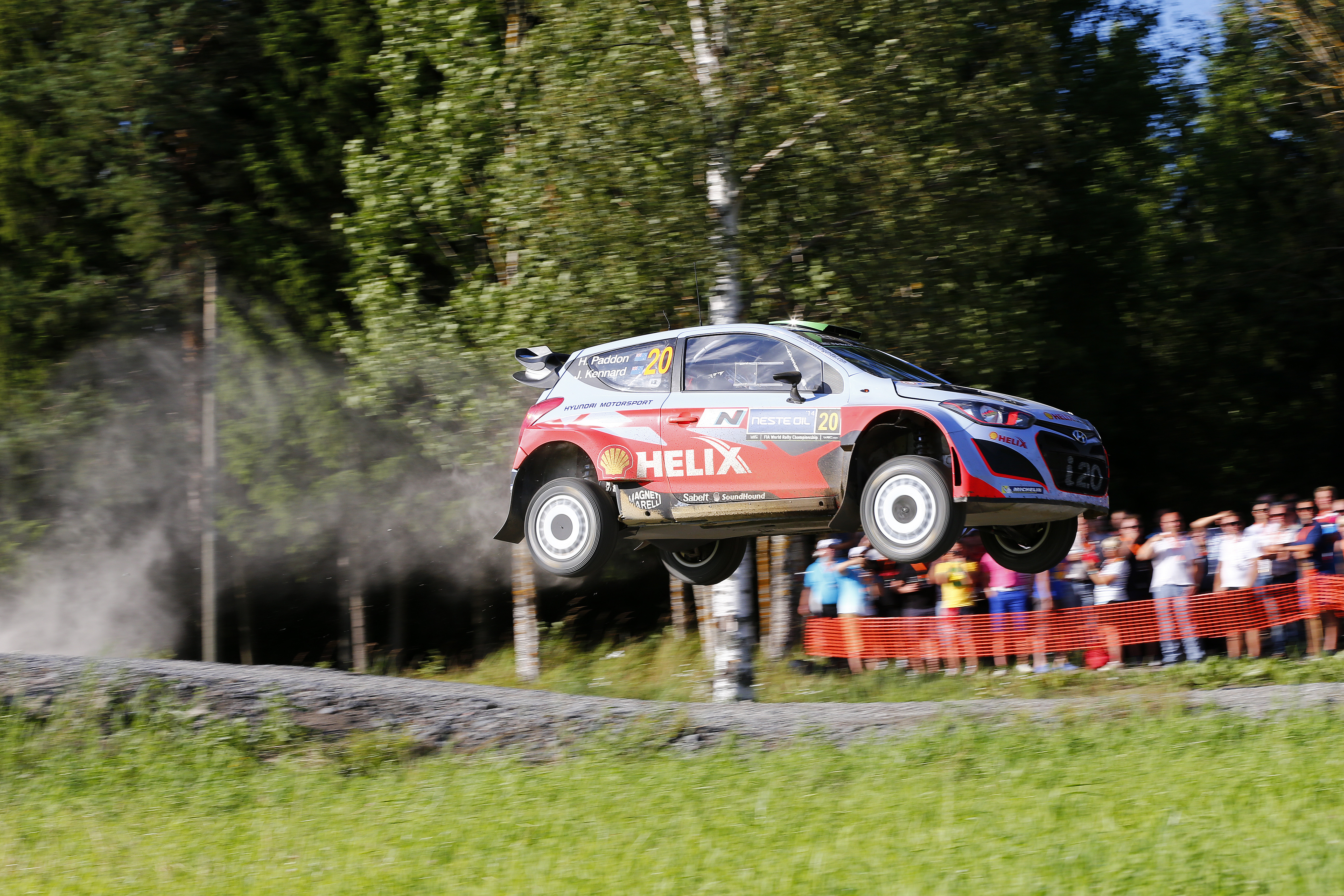
Rallye de Finlande 2014